# Sân bay Noyabrsk
Sân bay Noyabrsk (tiếng Nga: Аэропорт Ноябрьск) (IATA: NOJ, ICAO: USRO) là một sân bay ở Vùng tự trị Yamalo-Nenets, Nga, cách Noyabrsk 11 km về phía tây. Sân bay này phục vụ máy bay nhỏ. Sân bay này là trung tâm hoạt động của hãng hàng không UTair.

## Các hãng hàng không và các điểm đến
- Kavminvodyavia (Nizhnevartovsk)
- S7 Airlines (Moskva-Domodedovo)
- Tatarstan Airlines (Kazan)
- UTair (Moskva Vnukovo, Samara, Tyumen)
- Yamal Airlines (Salekhard)